# Мандельбаум (видавництво)
Видавництво Мандельбаум (нім. Mandelbaum Verlag) — невелике австрійське видавництво, що знаходиться у Відні. Видавництво засноване в 1996 році. За 15 років діяльності видавництво опублікувало понад 350 назв книжок.

## Видавничий профіль
Видавництво має декілька книжкових серій з сучасної та соціальної історії, культурології, кулінарії. Видає путівники місць єврейської культури в Європі, книжки про глобалізацію, міжнародну політику та міграцію. Особливою темою видавництва є історія й сучасність Відня.
В Україні видавництво стало відомим завдяки публікації у вересні 2011 року англомовної книжки президента України Віктора Януковича під назвою Opportunity Ukraine. Про видавництво та опубліковану в ньому працю Януковича повідомила в серпні 2011 року «Українська правда», яка в наступних матеріалах навела низку прикладів плагіату в цій книжці.

## Адреса
Wipplingerstrasse 23
1010 Wien